# 山脇町 (各務原市)
山脇町（やまわきちょう）は、岐阜県各務原市の地名。現行行政町名は山脇町及び山脇町一丁目から七丁目。

## 地理
各務原市の稲羽地区の東部（旧・前宮村）に属する。
町域の東部は下切町、松本町、西部は上戸町、那加官有無番地（岐阜基地）、南部は松本町、上中屋町、北部は下切町、松本町、那加官有地無番地（岐阜基地）である。
地名はかつての各務郡山脇村に因む。
丁番の無い山脇町は山林、一丁目から四丁目は土地改良による区画整理された地区でありほぼ田畑であり、人口は0人である。
道路
- 稲羽本通り

## 歴史
1955年（昭和30年）に稲葉郡更木村、前宮村、羽島郡中屋村が合併、稲羽町が発足すると稲羽町山脇に改称。1963年（昭和38年）、蘇原町、鵜沼町、鵜沼町、稲羽町が合併し各務原市が発足すると、各務原市山脇町となる。
1976年（昭和51年）9月25日、この地域の区画整理により山脇町一丁目から四丁目が成立。1986年（昭和61年）7月1日、残部をもって山脇町及び五丁目から七丁目が成立。

## 世帯数と人口
2024年（令和6年）10月1日現在の世帯数と人口は以下の通りである。尚、前述のとおり、丁番の無い山脇町及び一丁目から四丁目の住民は0人である。
| 丁目                     | 世帯数 | 人口  |
| ------------------------ | ------ | ----- |
| 山脇町                   | 0世帯  | 0人   |
| 山脇町一・二・三・四丁目 | 0世帯  | 0人   |
| 山脇町五丁目             | 35世帯 | 89人  |
| 山脇町六丁目             | 24世帯 | 68人  |
| 山脇町七丁目             | 9世帯  | 22人  |
| 計                       | 68世帯 | 179人 |

## 小・中学校の学区
市立小・中学校に通う場合、学区は以下の通りとなる。
| 番・番地等 | 小学校                 | 中学校               |
| ---------- | ---------------------- | -------------------- |
| 全域       | 各務原市立稲羽東小学校 | 各務原市立稲羽中学校 |

## 主な施設
- 松本寺
- 秋葉神社
- ナベヤ製作所山脇工場
- 岩戸工業山脇工場
- 若宮神社 - 境内の一部は下切町。